# Memphis Belle (B-17)
El Memphis Belle  (lit. Beldad de Memphis) fue un bombardero Boeing B-17 estadounidense que marcó el hito de ser uno de los de su tipo en cumplir 25 misiones de combate en 1943, durante la Segunda Guerra Mundial, sobre territorio enemigo sin que su tripulación sufriera bajas y que, además, fue icono para el incentivo de la venta de bonos de guerra en los Estados Unidos.

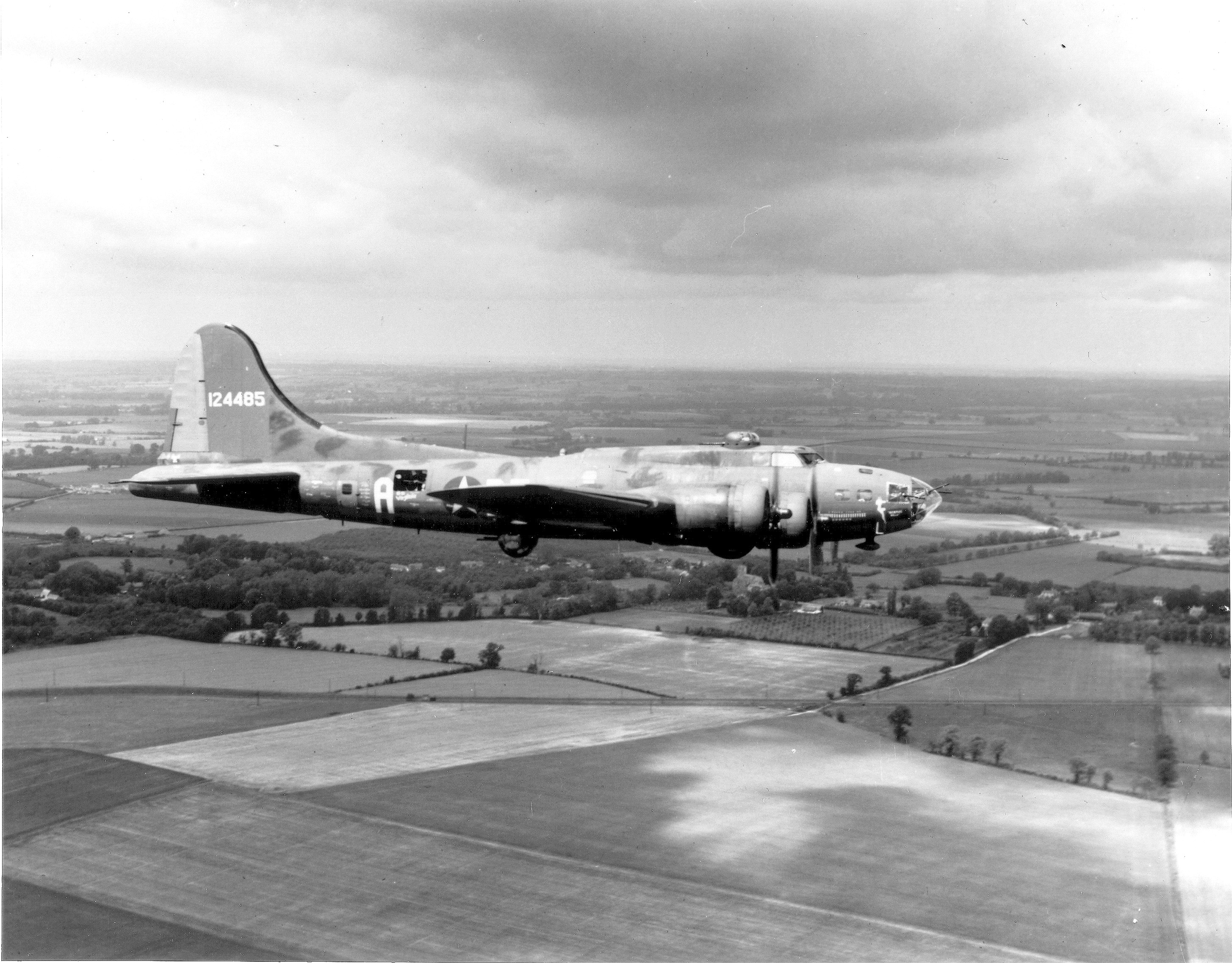
El B-17 Memphis Belle en junio de 1943.

## Historial de servicios
El Memphis Belle fue uno de los 12.750 Boeing B-17 construidos en los EE. UU. El Memphis Belle era un B-17 de los primeros diseños, un B-17 modelo F 10-BO que fueron construidos para misiones de bombardeo por la Boeing Aircraft Company. 
El Memphis Belle tuvo el número de serie Nº 41-24485 y fue construido en julio de 1942. Una vez completado fue asignado al Grupo de bombardeo pesado n.º 91 de la Octava Fuerza Aérea de las USAAF y fue enviado al campo de Dow Field en Bangor, Maine donde fue recibido por su tripulación. Desde esta base fue trasladado a la ciudad de Memphis para completar el entrenamiento y preparación para ser enviado a teatro de operaciones en Europa. 
El capitán Robert T. Morgan bautizó a su fortaleza volante como Memphis Belle en honor de una novia de nombre Margaret Polk, a quien había conocido camino a Memphis. 
El logo de la figura femenina pin-up en el morro fue creado por el artista George Petty y pintado por Tony Starcer. Cabe señalar que la extendida costumbre de pintar chicas y bautizar a sus aviones con nombres femeninos era una forma de amuleto de la buena suerte para los aviadores en aquella época.

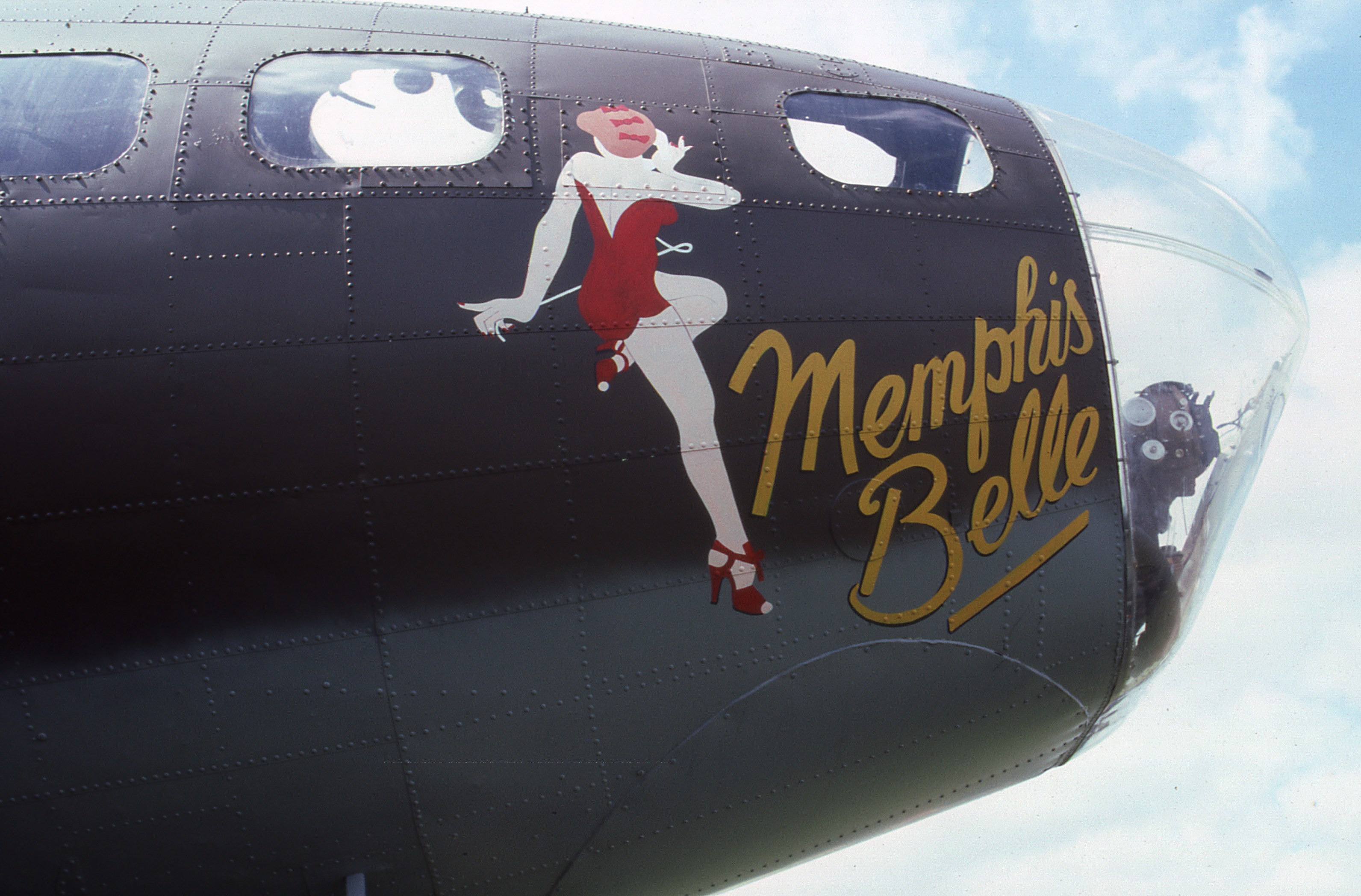
El logo de Petty en el Memphis Belle de la película de 1990 "Memphis Belle"

Desde Memphis, el Memphis Belle y su tripulación lo volaron en octubre de 1942 a través del Atlántico hasta una base temporal en Prestwick, Escocia. Desde esta base fue asignado al Escuadrón 324 de bombardeo pesado estacionado en Bassingbourn, Inglaterra siendo esta su base de operaciones.
En esta base, su capitán adoptó un perro de la base como mascota, un terrier escocés al que llamaron Stuka.

## Misiones de combate
El Memphis Belle realizó sus 25 misiones desde la base de Bassingbourn desde el 7 de noviembre de 1942 hasta el 17 de mayo de 1943. 
El Memphis Belle recorrió 32.000 km, volando 148 horas y 50 minutos, y arrojando 60 t de bombas sobre objetivos en territorio enemigo. Sus principales blancos fueron las bases de submarinos en Francia, bases navales en Alemania y su misión con mayor recorrido fue una misión a Róterdam en Holanda. Recibió daños de artillería antiaérea en sus costados y además sufrió destrozos en su timón y ametralladora de bola rotativa ubicada en la parte inferior del aparato, en cinco ocasiones volvió con alguno de sus motores incendiados. Se le atribuyen el derribo efectivo de 8 cazas enemigos y una docena de ellos dañados y sin confirmar.
Aunque sus tripulantes sufrieron heridas, estos terminaron recuperándose. Cabe destacar que el hecho de que el Memphis Belle sobreviviese a sus 25 misiones casi intacto fue destacable dada la proporción de bajas sufridas por las USAAF en territorio enemigo. En aquella época las estadísticas de guerra aliadas indicaban que había entre un 50-80% de probabilidades de ser derribado en misión, y completar las 25 misiones impuestas como meta para volver a casa era un hazaña difícil de alcanzar. Una vez terminadas sus 25 misiones, el Memphis Belle fue reparado y enviado en su misión final de regresar a los EE. UU., junto con toda su tripulación, realizando giras por 32 ciudades para elevar la moral e incentivar la venta de bonos de guerra.

## Tripulación

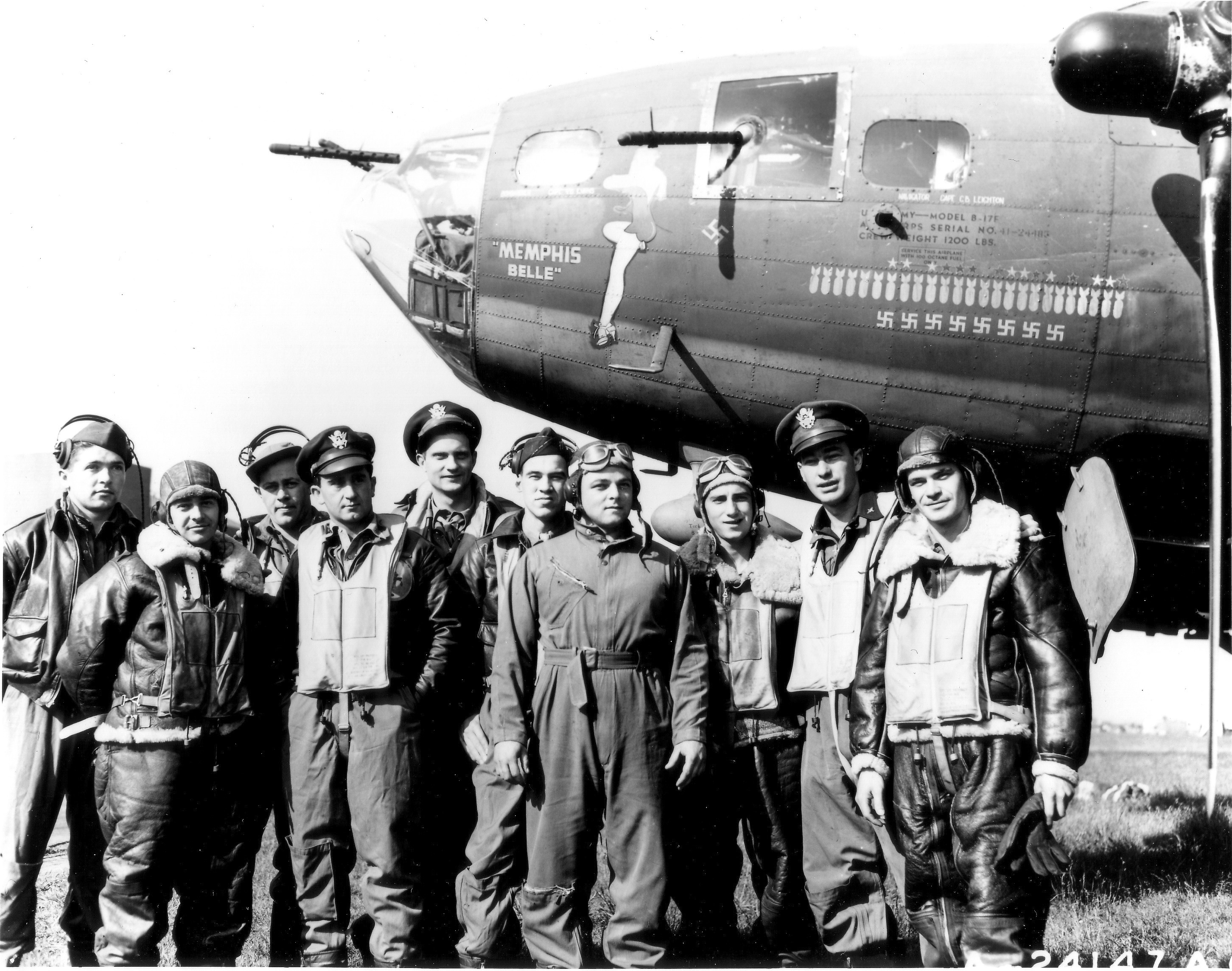
La tripulación del Memphis Belle.

La tripulación del Memphis Belle estaba compuesta por:  
Oficiales:
- Robert K. Morgan, piloto.
- James A. Verinis, copiloto.
- Charles B. Leighton, navegante.
- Vincen Evans, bombardero.

Suboficiales:
- Robert Hanson, operador de radio.
- Clarence E. Winchell, ametrallador en flanco izquierdo.
- E. Scott Miller, ametrallador en flanco derecho.
- Harold P. Loch, ametrallador en torreta superior.
- Cecil Scott, ametrallador en torreta rotatoria inferior (bola Sperry).
- John P. Quinlan, artillero de cola.
- Joe Giambrone, jefe de mecánicos en tierra.

## Posguerra

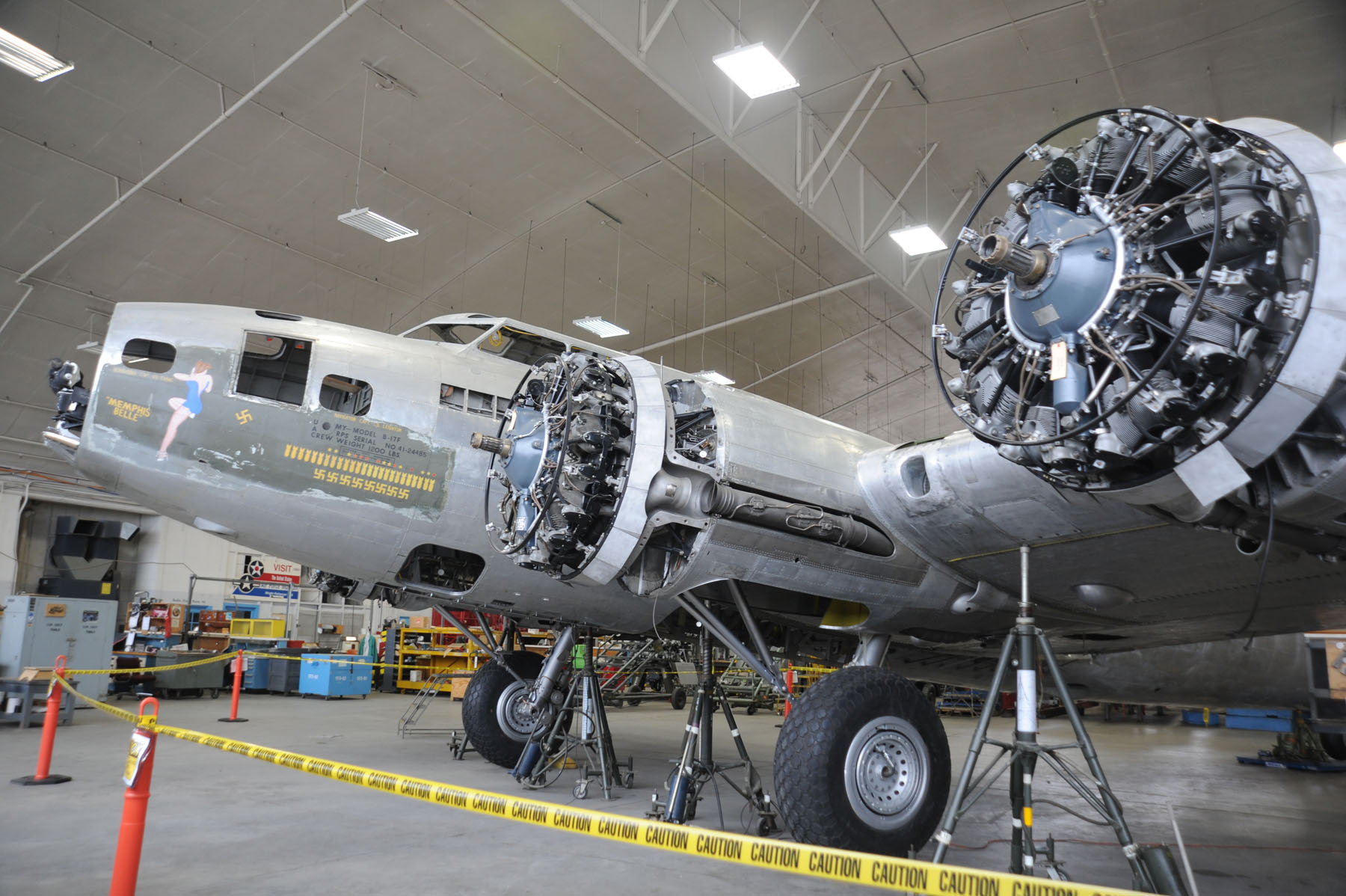
El Memphis Belle durante su reconstrucción en 2011.

Los miembros de su tripulación fueron condecorados con la Cruz de Vuelo Distinguido y la Medalla del Aire. Algunos pasaron a realizar diferentes actividades en la vida civil y otros regresaron al frente a bordo de otros aviones, como el entonces ascendido a mayor, Morgan quien voló 26 misiones más en el Frente del Pacífico al mando de un bombardero B-29. Todos ellos registraron sus decesos entre 1979 y 2004,año en que fallece su comandante Robert Knight Morgan.
Hoy no quedan supervivientes de la tripulación del Memphis Belle.  Margaret Polk, la musa inspiradora del nombre del bombardero y que más tarde apoyó fervientemente la Memphis Belle Association,  falleció en  1990.
El Memphis Belle fue restaurado en 1950 gracias al tesón de un periodista que encontró el avión en un cementerio de máquinas y contactó con el alcalde de la ciudad de Memphis, quien realizó colectas y recibió donaciones de particulares y aportaciones  de Federal Express y de la misma Boeing, que contribuyó con piezas para su completa restauración.  Se exhibió en un lugar de honor en un terreno de Mud Island, Memphis. Hoy en día está en proceso de restauración en el National Museum of the United States Air Force en Dayton, Ohio. 
El museo pretende exponer el avión totalmente restaurado a mediados de mayo de 2018 para conmemorar el 75 aniversario de su vigesimoquinta misión.

## Memphis Belle en el Séptimo Arte

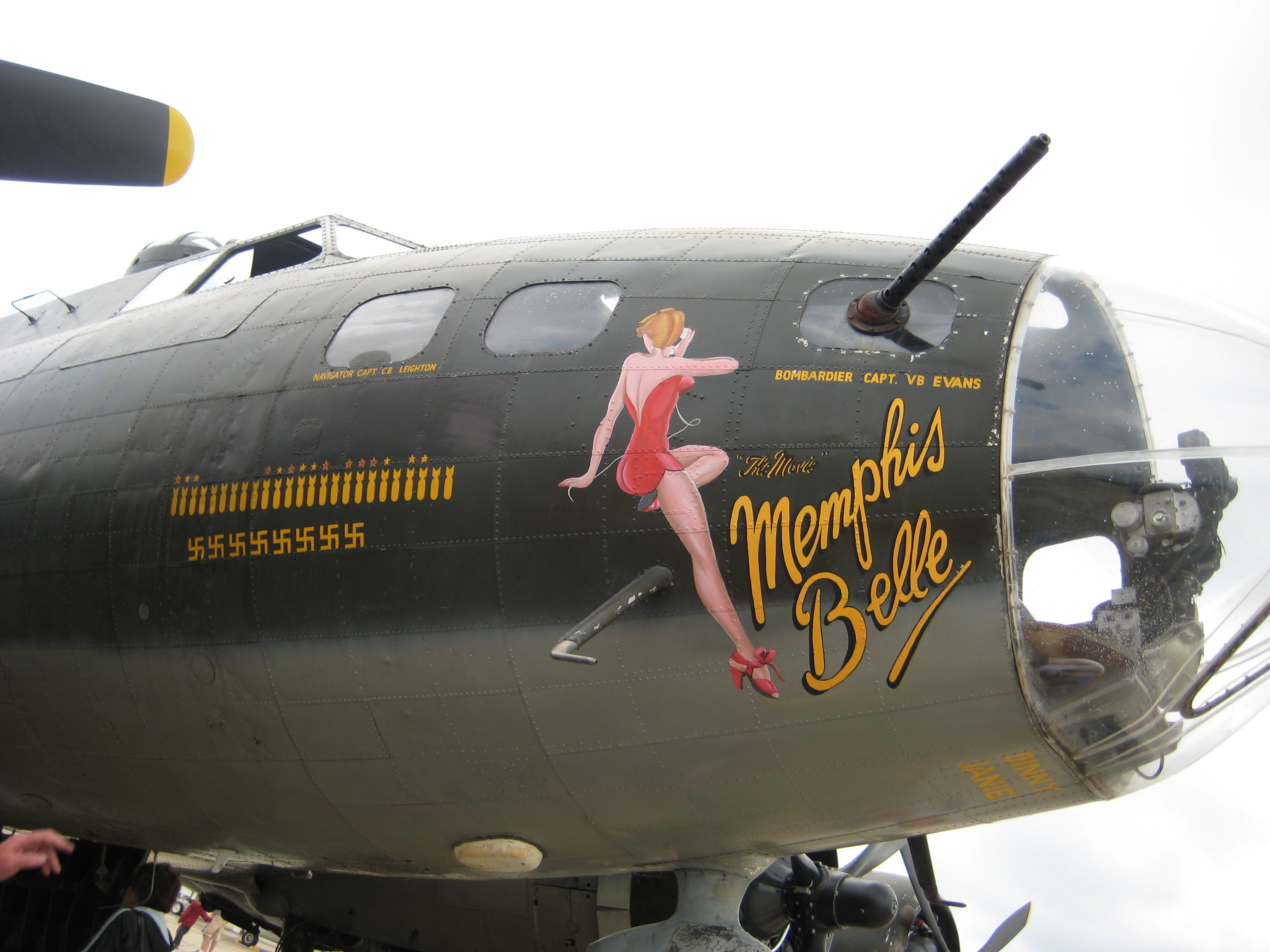
El B-17 Memphis Belle de la película de 1990 exhibido en Base de la Fuerza Aérea Edwards en 2008.

El Memphis Belle y su historia fueron llevados al cine, primero en la película documental de 1944 Memphis Belle: A Story of a Flying Fortress, dirigida por William Wyler, y luego en Memphis Belle, dirigida en 1990 por Michael Caton-Jones, en la que se relata la última misión del B-17, aunque los nombres originales de los tripulantes fueron sustituidos por otros distintos.
En julio de 2018 se estrenó un documental llamado The Cold Blue (El azul frío), realizado por el director Erik Nelson, con base en las imágenes originales de las películas de  William Wyler.